# Powerslave
Powerslave је пети студијски албум енглеског хеви метал бенда Ајрон Мејден. Албум је издат 2. септембра 1984. EMI је издао албум у Европи, док у САД-у његова сестринска компанија Capitol Records. Powerslave је у Сједињеним Државама реиздао Columbia Records 2002. године.
Албум је препознатљив због теме Старог Египта на омоту. Турнеја која је пратила албум се звала World Slavery Tour и почела је у Варшави 9. августа 1984. Турнеју сматрају за најдужу и најенергичнију у историји рока. Током њеног трајања снимљен је видео албум Live After Death.
Издање такође садржи и The Rime of the Ancient Mariner, песму инсипирану истоименом поемом Самјуела Тејлора Колриџа. Ово је најдужа песма коју је бенд снимио дуга, чак 13 минута и 34 секунде.
Такође Powerslave је први албум где се није постава бенда мењала, још од прошлог албума.
Песме 2 Minutes to Midnight и Aces High су издате као синглови.

## Списак песама
1. „Aces High“ (Стив Харис) – 4:29
2. „2 Minutes to Midnight“ (Брус Дикинсон, Адријан Смит) – 5:59
3. „Losfer Words (Big 'Orra)“ (Instrumental) (Харис) – 4:12
4. „Flash of the Blade“ (Дикинсон) – 4:02
5. „The Duellists“ (Харис) – 6:06
6. „Back in the Village“ (Дикинсон, Смит) – 5:00
7. „Powerslave“ (Дикинсон) – 7:07
8. „The Rime of the Ancient Mariner“ (Харис) – 13:36